# Iglesia de San Antonio de Padua (Gijón)
La Iglesia de san Antonio de Padua o simplemente Iglesia de los capuchinos es un templo católico situado en la ciudad asturiana de Gijón (España). La iglesia actual fue inaugurada en 1940, pertenece la Archidiócesis de Oviedo y es administrada por la Orden de los Hermanos Menores Capuchinos. 

## Ubicación
La Iglesia de san Antonio de Padua se encuentra en uno de los extremos de la calle Uría, próxima a la esquina con la calle Menéndez Pelayo y paralela a la avenida de la Costa, en la plaza de Los Campos. Aunque realmente la iglesia está en el barrio de El Centro, se asocia al barrio gijonés de La Arena.

## Historia
En 1922 se les concedió a los capuchinos autorización para establecerse en Gijón, y un año más tarde se realizó la fundación. En 1931 concluyó la construcción de la casa destinada a la comunidad capuchina.
La capilla del convento de los Capuchinos comenzó a edificarse en 1934. El autor del proyecto fue el arquitecto y urbanista Miguel García de la Cruz, y las obras fueron dirigidas por el arquitecto Manuel García Rodríguez debido al fallecimiento de De la Cruz.
La llegada de la Guerra Civil retrasó la finalización de la construcción del templo, que finalmente se inauguró en 1940. En 1970 el templo pasó a ser parroquia, y se adaptó su presbiterio a las disposiciones del Concilio Vaticano II.
En 1983 se remodeló la casa de la comunidad capuchina; y posteriormente se rehabilitó el templo (noviembre 2008-noviembre 2009). Dicha rehabilitación, que mejoró el sistema de calefacción, la iluminación y la acústica del templo, fue realizada por los arquitectos Marcelino Galán Feito y Daniel Menéndez Blanco.

## Arquitectura

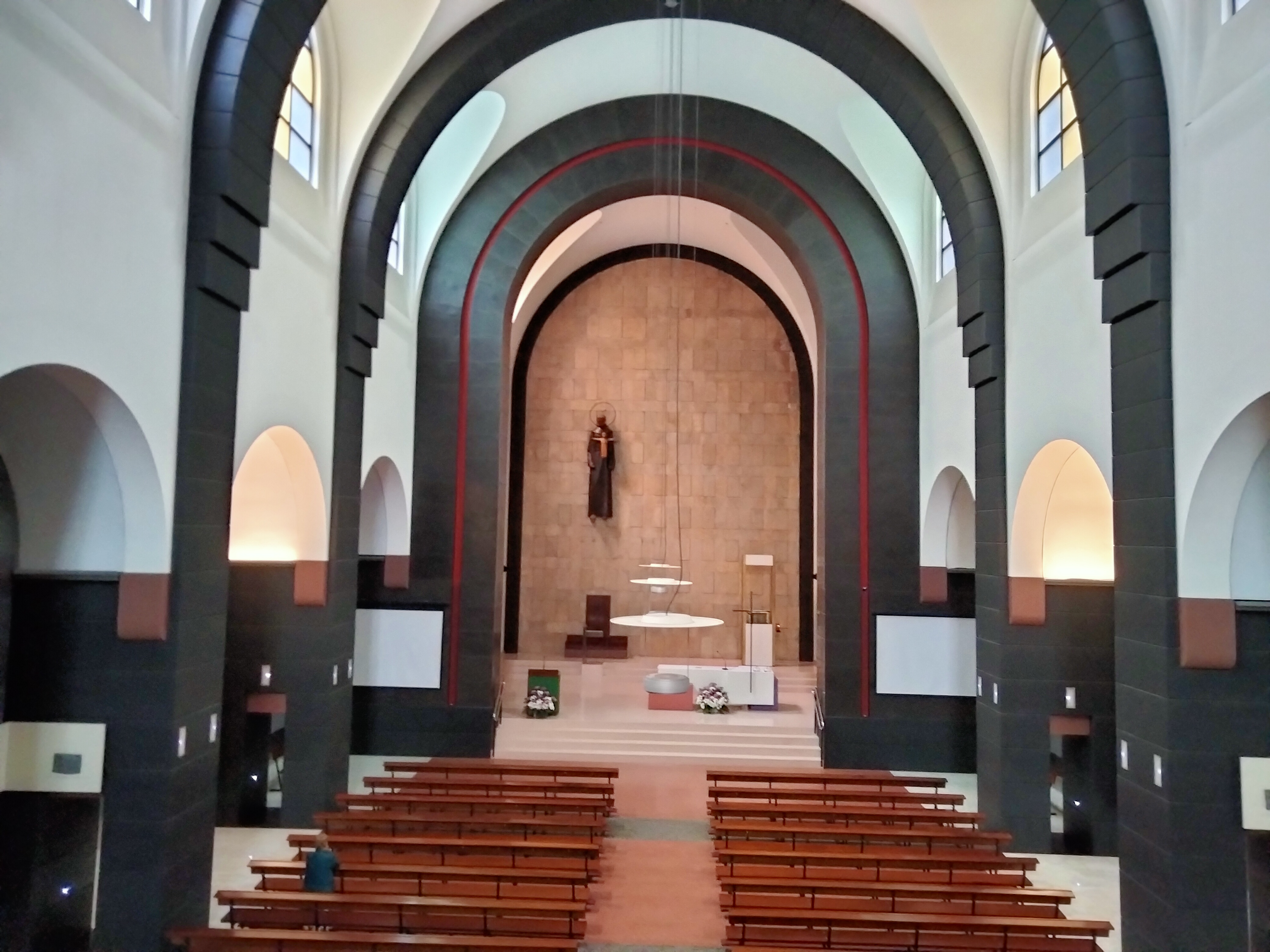
Nave central de la iglesia

En el interior del templo se encuentra un espacio diáfano, formado por una única nave cubierta de bóveda de cañón, con seis arcadas laterales y grandes lunetos a través de los cuales se introduce la luz. A sus pies se alza la fachada principal, a través de la cual se  accede al templo.
Una vez accedido al templo se encuentra el atrio en el que, en su parte izquierda, está la imagen de san Antonio de Padua, y a su derecha el acceso a la portería y a la vivienda de la comunidad capuchina. Una vez dentro del templo, se ven las imágenes del Padre Pío de Pietrelcina y en frente el Cristo de Medinaceli. El Vía crucis, obra del fraile capuchino y escultor Antonio Oteiza, se muestra como espacio de transición con las otras capillas laterales, donde se encuentran las de san Francisco de Asís y un Cristo crucificado. En las proximidades del presbiterio hay una imagen de la Inmaculada y enfrente la Santina.
El presbiterio fue restaurado por dos ilustres gijoneses, el escultor y pintor Joaquín Rubio Camín y el arquitecto José Marcelino Díez Canteli de acuerdo con las disposiciones impulsadas por el Concilio Vaticano II. La imagen de san Antonio de Padua destaca a la izquierda del presbiterio, que aparece acompañado por un Cristo crucificado de acero, obra de Rubio Camín. El presbiterio se completa con el altar, el ambón, los sitiales, y el sagrario.

## Servicios

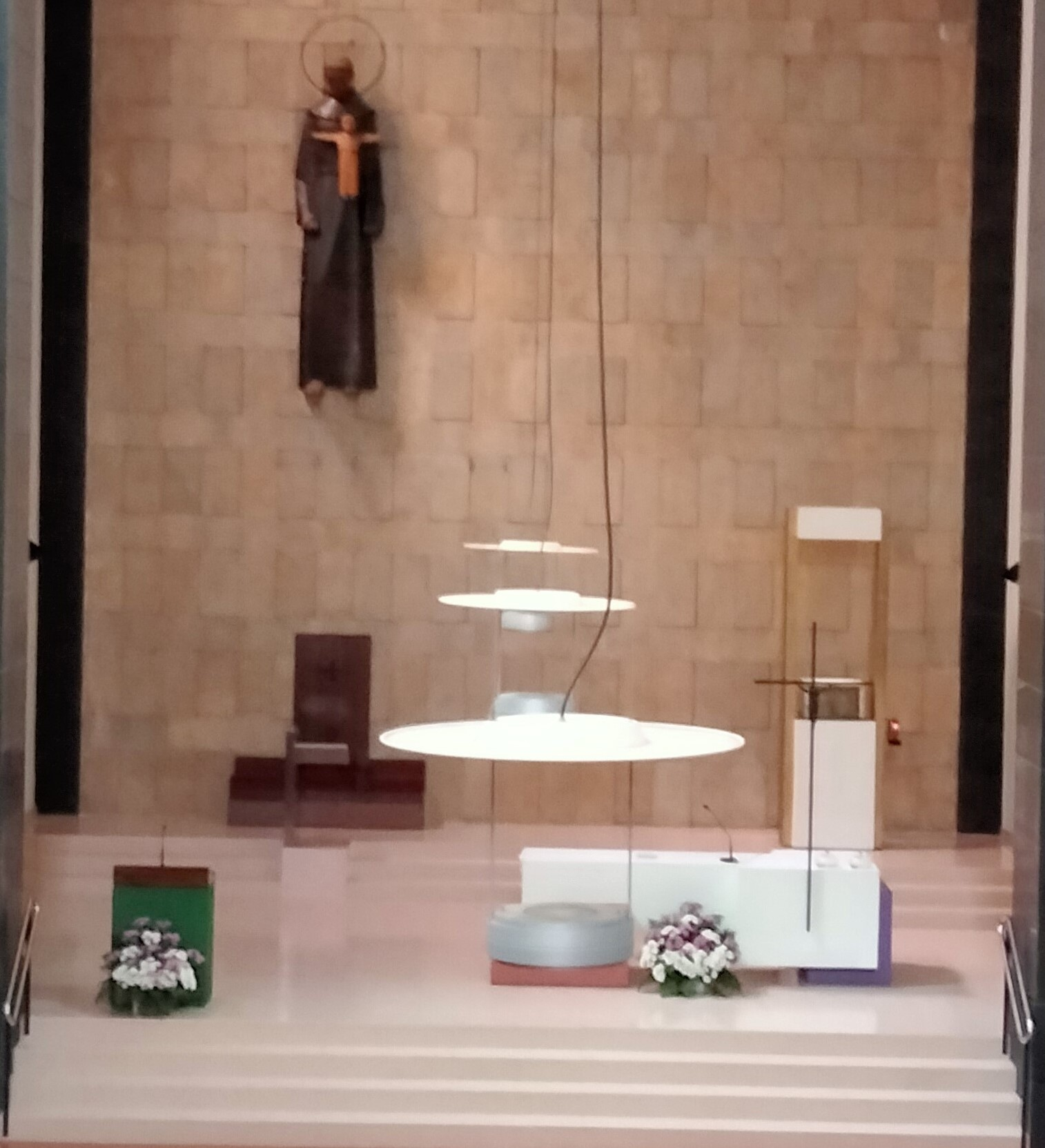
Presbiterio de la iglesia, con una imagen de San Antonio de Padua, obra de Joaquín Rubio Camín

Es una de las iglesias más populares de la ciudad y ofrece las siguientes misas semanales:
- lunes a sábado: 10,00 – 12,00 – 20,00 horas
- domingos y festivos: 10,00 – 11,00 – 12,00 – 13,00 – 20,00 horas